# Gothèye (département)
Gothèye est un département de la région de Tillabéri au Niger.

## Géographie
Le département s'étend au centre-ouest de la région de Tillabéri, sur une superficie de 4 093 km2. Il est frontalier de la province burkinabé de Yagha.
| Téra  | Tillabéri | Tillabéri |
| Téra  | Gothèye   | Kollo     |
| Yagha | Torodi    | Torodi    |

## Histoire
Le poste administratif de Gothèye instauré en 1956, est séparé en 2011 du département de Téra et élevé au statut départemental.

## Population
Selon le recensement général de la population et de l'habitat de 2012, le département compte 241 043 habitants. De 2001 à 2012, la population a augmenté en moyenne de 4,0 % par an (pour un accroissement national moyen de : 3,9 %). 

## Administration
Le département couvre deux communes rurales : 
- Gothèye
- Dargol